# Automobiles Vincke

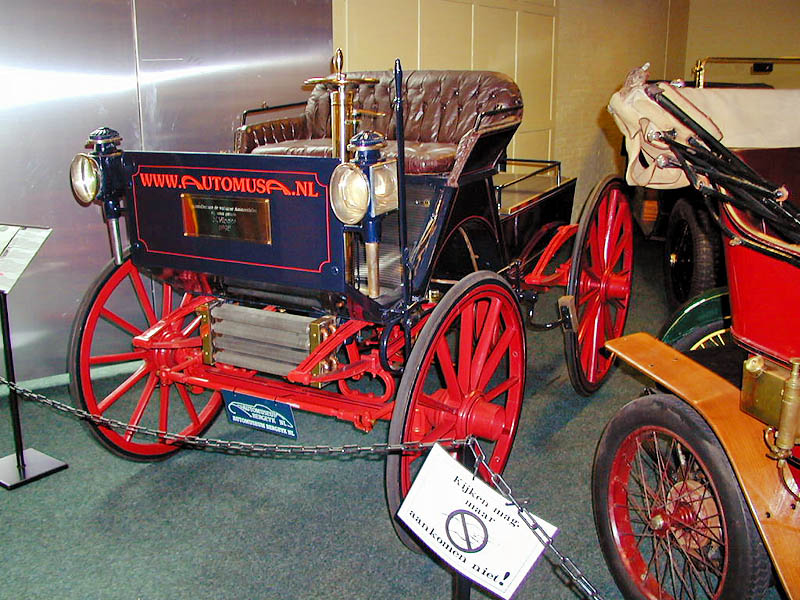
Vincke von 1895 (Nachbau)

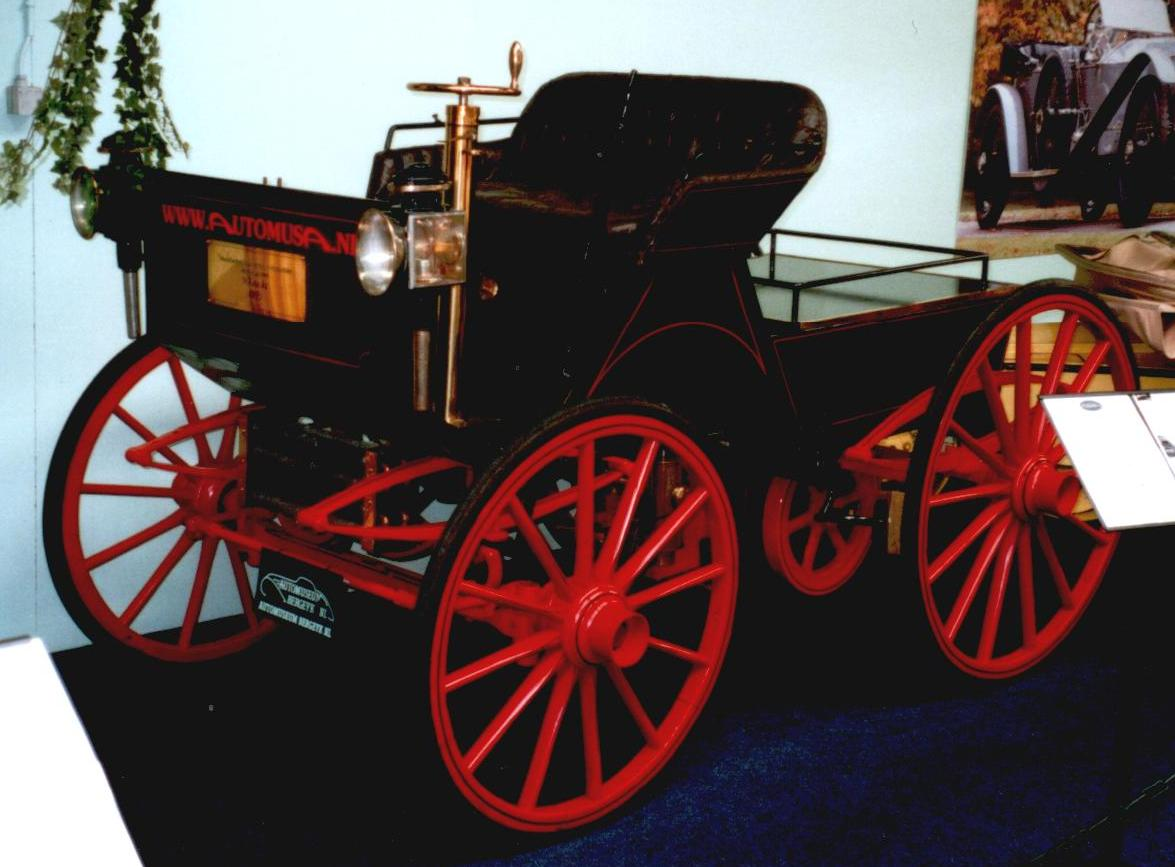
Vincke von 1895 (Nachbau)

Automobiles Vincke war ein belgischer Hersteller von Automobilen aus Mechelen in der Rue Léopold Nr. 78. Der Markenname lautete Vincke.

## Unternehmensgeschichte
Nicolas Vincke war der Inhaber des Unternehmens Manufacture de Voitures Automobiles en tous genres, N. Vincke, und der Franzose Louis Delmer sein bedeutendster Ingenieur. 1894 begann die Produktion von Automobilen. Später erfolgte die Umbenennung in Société Anonyme des Automobiles N. Vincke. 1905 endete die Produktion.
Es gab eine Verbindung zu Roch-Brault in Paris.

## Fahrzeuge
Das erste Modell, Kalesche genannt, wurde 1894 fertiggestellt und im Januar 1895 auf einer Messe in Brüssel vorgestellt. Es hatte einen Zweizylindermotor von Benz im Heck. Von 1898 bis 1900 gab es das Modell Victoria mit 5 PS und ein Modell mit 3,5 PS, beide ebenfalls mit einem Heckmotor von Benz. Ab 1898 gab es die Modelle Ideal mit einem Frontmotor von Daimler, der aus zwei Zylindern 8 PS entwickelte, und das Vierzylindermodell 15 CV. 1902 kam das Modell 16 CV dazu, und 1903 das Modell 9 CV mit einem Zweizylindermotor von Aster.
1901 entstanden auch Lastkraftwagen und Omnibusse.
Ein Nachbau war im Automuseum Automusa in Bergeijk zu besichtigen.